# Yougoslavie aux Jeux olympiques d'hiver de 1976
La Yougoslavie participe aux Jeux olympiques d'hiver de 1976, organisés à Innsbruck en Autriche. Cette nation prend part aux Jeux olympiques d'hiver pour la dixième fois de son histoire. La délégation yougoslave, formée de 28 athlètes (27 hommes et 1 femme), ne remporte pas de médaille.